# Читання

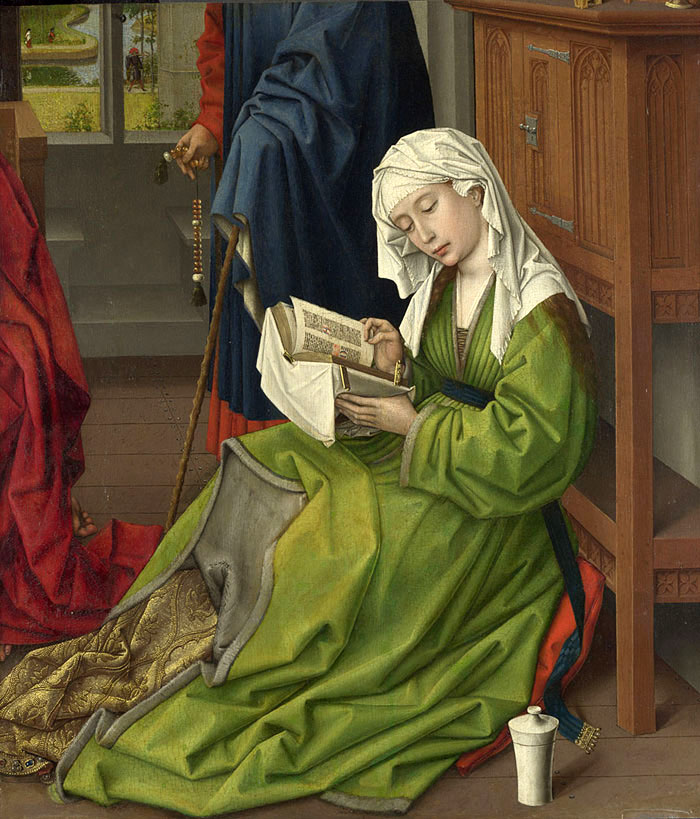

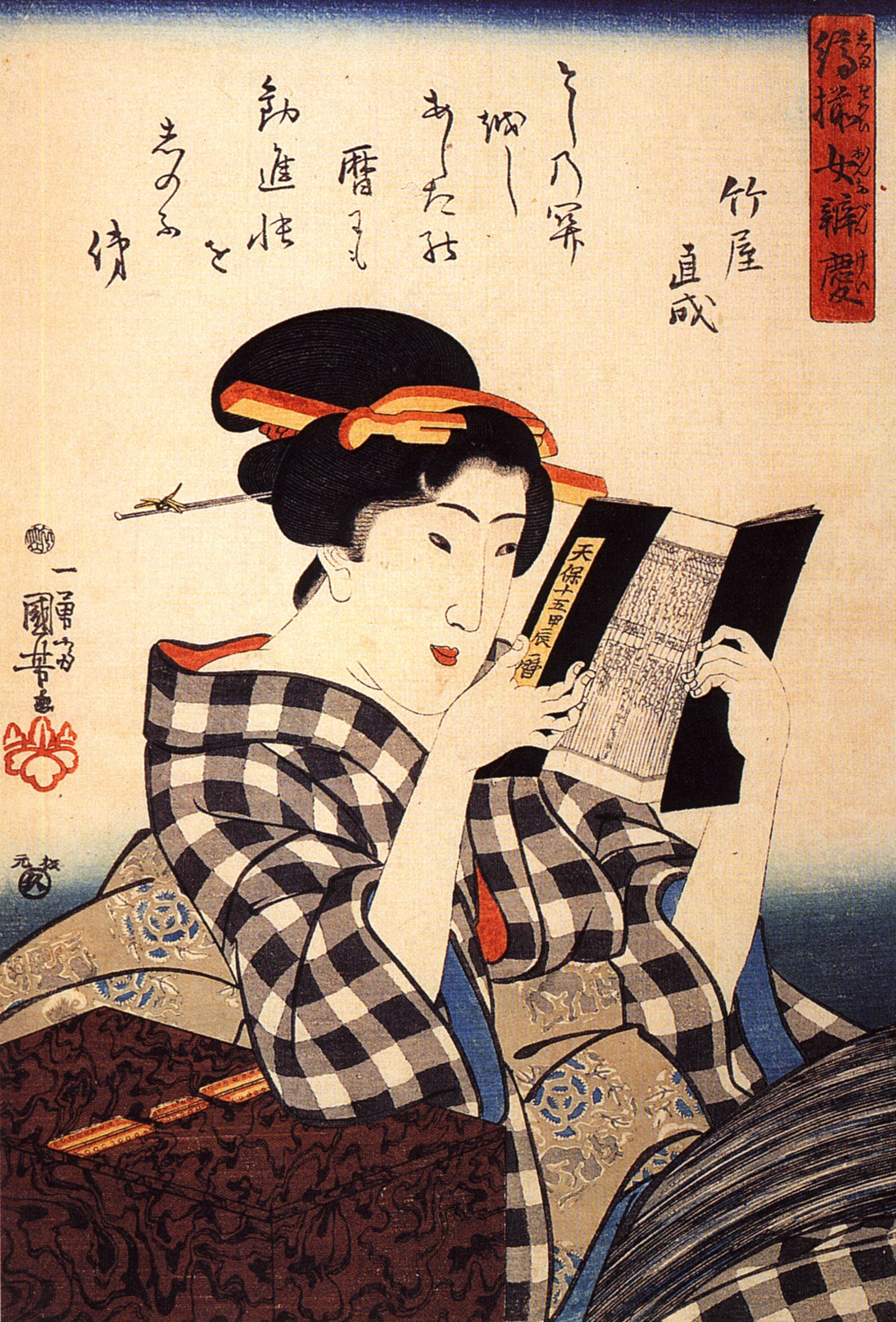

Чита́ння — один з найважливіших видів мовної діяльності, тісно пов'язаний як з вимовою, так і з розумінням мови. Також «чита́ння» — це здатність сприймати, розуміти інформацію, яка записана (передана) тим або іншим способом або відтворена технічними пристроями. У множині, чита́ння — це цикл доповідей, лекцій, виступів читців, присвячений якому-небудь колу питань; наприклад, парламентські читання (мн.) проекту закону.

## Цитата
Цитата з «World Book Encyclopedia»:
«Читання … закладене в основу навчання і є одним з найнеобхідніших навичок у житті. […] Люди, які вміють добре читати, вносять внесок у створення квітучого, працездатного суспільства. У той же час вони самі живуть більш насиченим життям».

## Історія читання
«Читання» у нашому розумінні, то є виключна діяльність очей, очевидно, не було відомо аж до XV століття. Навіть при читанні поодинці, характерному для освічених людей, текст, що читається вимовлявся вголос.

## Види читання

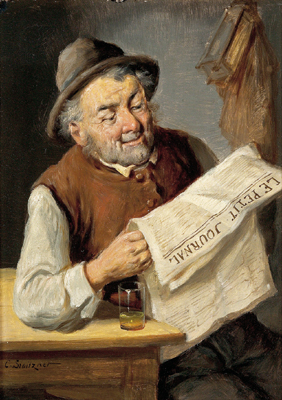

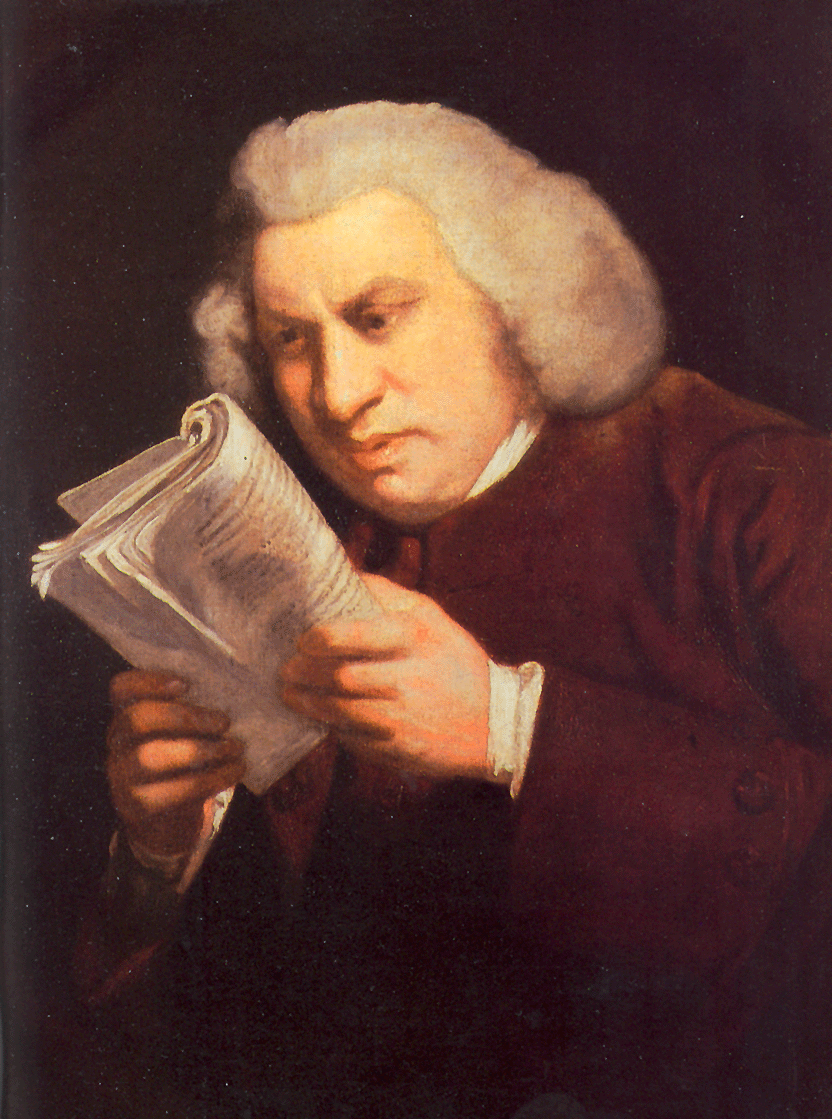

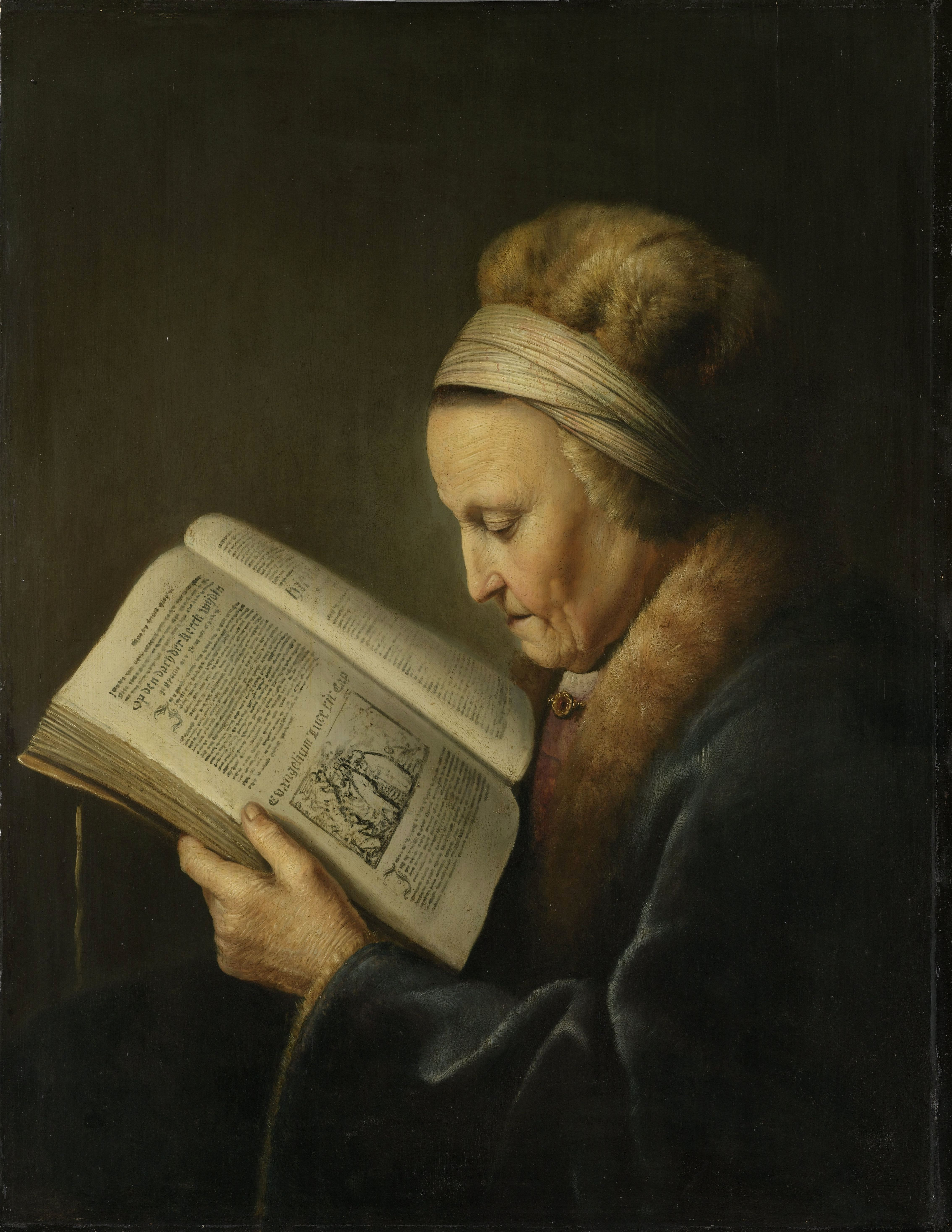

### Рідною мовою й іноземною
Читання іноземною мовою значно важче читання рідною; визначається ступенем володіння іноземною мовою і цілями навчання.[джерело?]

### Переглядове і навчаюче
Переглядове (ознайомлювальне) читання має на меті отримання загальної інформації. Цим видом читання ми користуємося тоді, коли нам необхідно переглянути книгу, журнал, статтю тощо Нам не потрібно знати подробиці і розуміти зміст тексту. Тут для нас головне — отримати загальне уявлення про зміст у цілому. Про що текст взагалі і визначити, чи представляє даний матеріал для нас інтерес.
Всі наші зусилля спрямовані лише на те, щоб визначити чи є потрібна нам інформація у даному тексті.
Переглядове читання ми використовуємо для того, щоб зрозуміти в загальних рисах, про що даний текст, а не що саме повідомляється по тому чи іншому питанню.
Цей вид читання вимагає наявності у читача досить значного об'єму мовного матеріалу, тому у школі навчають лише окремим його прийомам, що забезпечує визначення теми тексту. Час, що відводиться на перегляд, визначається з розрахунку 1 — 1,5 сторінки за хвилину.
Метою навчаючого читання є детальне вивчення змісту тексту.
Поряд з практичними навичками, навчання читанню сприяє підвищенню освіченості та вихованості. Читання великою мірою реалізує пізнавальну функцію мови. Правильний підбір текстів дає можливість використовувати інформацію, що у них міститься, для розширення загального кругозору учнів та у виховних цілях. При читанні розвивається мовна спостережливість, і учні привчаються уважніше ставитися до мовного оформлення своїх думок.

### Художнє читання
Художнє читання — публічне виконання літературних творів. Художнє читання — жанр естрадного мистецтва.

## Навчання читання
За даними Американської асоціації педіатрії більшість дітей навчаються читання у віці 6-7 років, деякі діти здобувають цю навичку, коли їм 4 або 5 років
При навчанні читати залучені різноманітні ділянки кори головного мозку. Дитина спочатку навчається слухати текст, концентруватися на ньому. Зокрема показано, що добрі навички слухання допомагають краще читати й навпаки. Уже в дітей 7-12 років спостерігається активація потилично-скроневих нервових шляхів, характерних для дорослих.

### Методики
Крім традиційних, «шкільних» методик навчання читання, у другій половині XX століття з'явилися і нові методики, зазвичай спрямовані на «раннє» навчання читанню, такі як метод Домана. Набуває поширення також розроблена російським дослідником Левом Штернберґом розвивальна методика навчання читання складами «Ребус-метод».
Особливої популярності серед сучасних батьків набуває навчання читанню за методом Монтесорі, методика розроблена для того, щоб процес читання не був нав’язаний батьками, а складався з поступових етапів творчого розвитку дитини.

## Вплив читання на людину
За даними багатьох досліджень читання позитивно впливає на когнітивні здатності людини. Зокрема здатність читати складні наукові тексти корелює з аналітичними здібностями, можливостями вирішувати задачі тощо. Читання довгого художнього тексту, зокрема роману, залишає тривалі зміни в активності різних зон кори головного мозку.

## Законотворчість
Чита́ння (перші, другі, треті) — етап законодавчої роботи, що полягає в обговоренні проєкту закону на пленарній сесії парламенту. У сучасному мовленні, у тому числі в законодавчих актах, нерідко використовується помилкова в даному випадку форма однини (перше читання тощо).